# Далекозорість
Далекозорість або гіперметропія — вада зору, що виникає внаслідок змін оптичної системи ока і проявляється у вигляді нездатності сфокусувати зір на прилеглому об'єкті. При цьому промінь світла, який потрапляє після заломлення через лінзу ока (рогівку та кришталик), віртуально збирається за сітківкою (світлосприймальний апарат ока), а на сітківці формується нечітке зображення. Далекозорість зазвичай розвивається після 50 років.

## Різновиди далекозорості
Розрізняють періоди фізіологічної далекозорості:
- У віці від 1 до 4 років. Приблизно у віці 4-х років будова ока стає співрозмірною, і гіперметропія зникає, встановлюється нормальний зір.
- Вікова далекозорість (пресбіопія). Вікова далекозорість не є захворюванням, це фізіологічні зміни кришталика людини. З часом він ущільнюється та не виконує функцію фокусної лінзи, внаслідок чого з'являється потреба в плюсових окулярах для дрібних деталей на близькій відстані.

Далекозорість вища вікової норми в дитячому віці підлягає обов'язковій корекції окулярами, оскільки при відсутності лікування можливий розвиток косоокості та амбліопії («лінивого ока»).
У віці 20–40 років людина може не помічати невелику далекозорість. Внаслідок гарної роботи м'язового апарату ока та пристосувальних механізмів оптична вада не викликає скарг. У цієї групи пацієнтів раніше розвивається вікова пресбіопія.
Ступені далекозорості:
- слабкий ступінь — гіперметропія до + 2,0 діоптрій;
- середній ступінь — гіперметропія до + 4,0 діоптрій;
- високий ступінь — гіперметропія вище + 4,0 діоптрій.

Деякі автори виділяють три види гіперметропії:
1. Приховану (субклінічну) гіперметропію, яка коригується самостійно за рахунок війкового м'язу. Пацієнти при цьому виді гіперметропії скарг не мають.
2. Факультативну — гіперметропія, яка не потребує корекції лінзами, оскільки сила акомодації достатня. Пацієнти можуть скаржитись на втомлюваність очей.
3. Абсолютну гіперметропію, яка потребує корекції лінзами, оскільки сили акомодації недостатньо. Пацієнти скаржаться на поганий зір та втомлюваність очей.